# Carl von Gersdorff (Kammerherr)

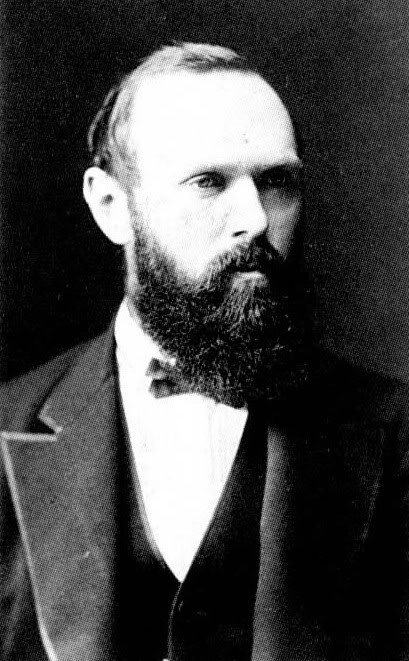
Carl von Gersdorff

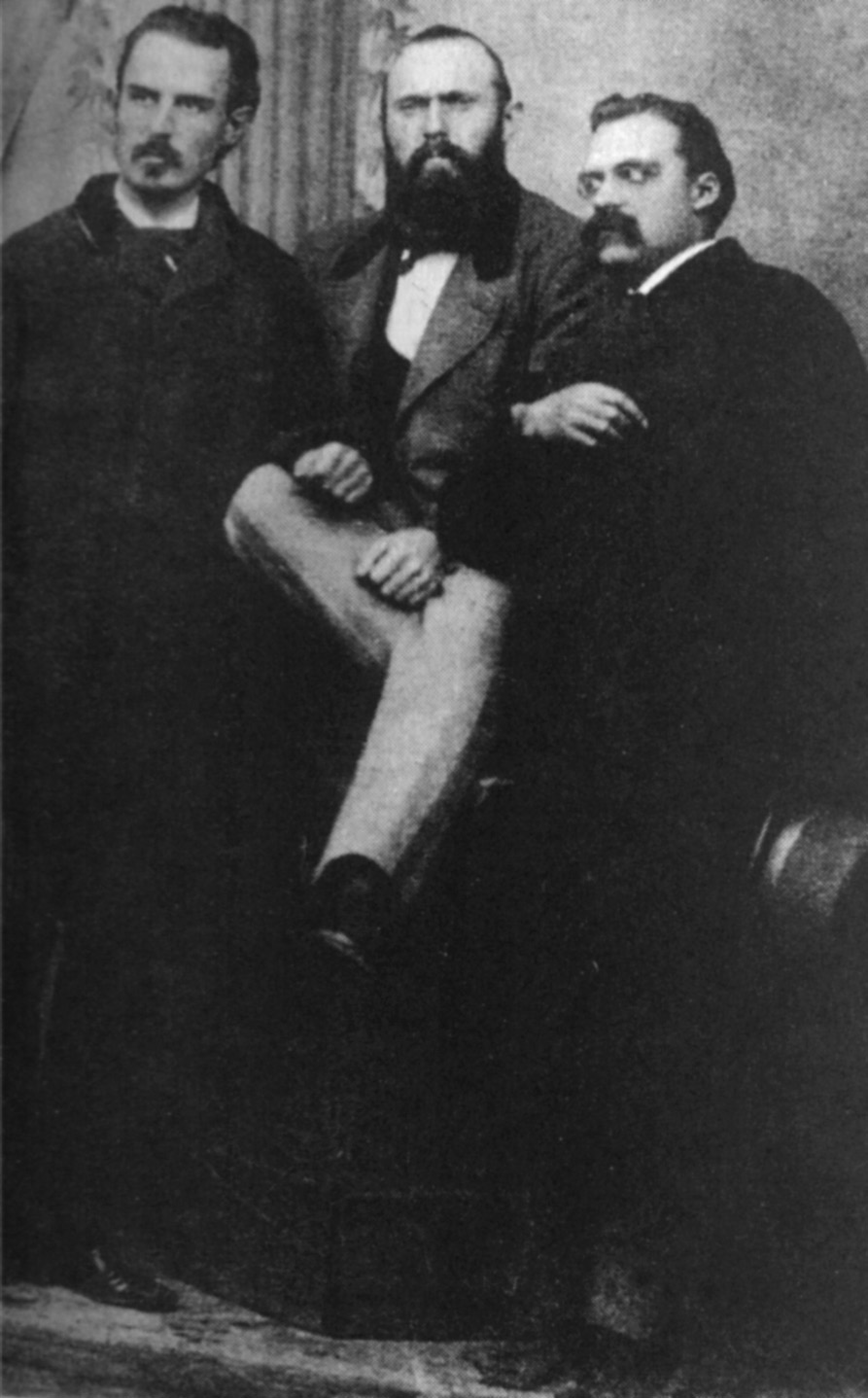
Erwin Rohde mit Carl von Gersdorff und Friedrich Nietzsche (v. l.), Oktober 1871 auf der Leipziger Messe

Carl Freiherr von Gersdorff (* 1844; † 1904) war Majoratsherr und preußischer Kammerherr, Erbe des Gutes Ostrichen (heute: Ostróżno) bei Seidenberg in der Oberlausitz und lebenslanger Freund und Briefpartner von Friedrich Nietzsche.
Gersdorff besuchte die Schule in Schulpforta, eine der mitteldeutschen Fürstenschulen und legte dort im Februar 1865 das Abitur ab. Während der Schulzeit dort begründete sich die Freundschaft mit dem Altersgenossen Nietzsche. Zum Studium trennten sich die Wege der beiden zunächst. Während Nietzsche bereits 1864 nach Bonn gegangen und dort Mitglied einer Burschenschaft geworden war, die traditionell viele ehemalige Schüler aus Pforta in ihren Reihen hatte, nahm Gersdorff in Göttingen das Studium der von ihm ungeliebten Rechtswissenschaften auf und kam über einen seiner älteren Brüder in Kontakt mit den dortigen Kösener Corps, eine Corpsmitgliedschaft eines von Gersdorff lässt sich heute für diesen Zeitraum in Göttingen jedoch nicht mehr belegen. Der Vorwurf des „Biermaterialismus“ spiegelte die Unzufriedenheit der beiden mit den Inhalten des Verbindungslebens der damaligen Zeit deutlich wider und nahm Nietzsches Austritt aus seiner Bonner Burschenschaft Frankonia im Ansatz bereits vorweg. Ein halbes Jahr später begründete Nietzsche gegenüber dem Convent der Burschenschaft zum Beginn des Wintersemesters seine Entscheidung, und beide Freunde wechselten gemeinsam an die Universität Leipzig, wo beide sich der Philologie zuwandten. Die gemeinsame Zeit in Leipzig währte allerdings nur kurz. Gersdorff wurde bereits 1866 zum Wehrdienst eingezogen. Nach dem Tod der beiden Brüder Gersdorffs wendete sich dieser von den philologischen Interessen ab und begann ein Studium der Landwirtschaft an der Landwirtschaftlichen Akademie in Stuttgart-Hohenheim, um den landwirtschaftlichen Betrieb der Familie in der Oberlausitz übernehmen zu können.
Die Auflösung der Verlobung von Gersdorffs mit der Florentiner Comtesse Nerina Finocchietti führte zu vierjährigem Bruch der Freundschaft zwischen Carl von Gersdorff und Friedrich Nietzsche. Der Bruch zwischen beiden wurde nicht zuletzt durch die Intrigen der Malwida von Meysenbug befeuert, die als enge Freundin Richard Wagners dessen Trauzeugin bei der Hochzeit mit Cosima im Jahr 1870 war. Meysenbug hatte Nietzsche bei der Grundsteinlegung des Bayreuther Festspielhauses 1872 kennengelernt. Sie entschied sich, seine Gönnerin und Freundin zu werden. In ihrem Salon in Sorrent verkehrten Nietzsche und Paul Rée 1876/1877. Gemeinsam mit Rée machte die Meysenbug Nietzsche mit Lou von Salomé bekannt. Erst 1881 fanden die Freunde wieder zusammen. Die lange Krankheit Nietzsches verfolgte Gersdorff in Korrespondenz mit der Familie und hielt drei Tage nach Nietzsches Tod dem Freund die Abschiedsrede in Röcken.
Gersdorff starb 1904 an den Folgen eines Fenstersturzes.

## Werke
- Karl Schlechta (Hrsg.): Briefe des Frh. Carl v. Gersdorff an Friedrich Nietzsche. 4 Bände, Weimar 1934–1937.